# Stefano Pavesi
Stefano Pavesi (Casaletto Vaprio, província de Cremona, Llombardia, 22 de gener de 1779 - Crema, Llombardia, 28 de juliol de 1850) fou un compositor italià actiu en el període de transició entre la generació de Piccini i Cimarosa i la de Rossini, que va compondre gairebé setanta òperes i molta música d'església.

## Òperes
Entre les seves 66 òperes hi ha:
- La pace (Livorno, Teatro degli Avvalorati 1801)
- L'avvertimento ai gelosi (La scuola dei gelosi) (Venezia, Teatro San Benedetto 1803)
- L'amante anonimo (Venezia, Teatro San Moisè 1803)
- I castelli in aria (Verona, Teatro Filarmonico 1803)
- La forza dei simpatici (Verona, Teatro Filarmonico 1803)
- Andromaca (Genova, Teatro Sant'Agostino 1804)
- La fiera di Brindisi (Florència, Teatro della Pergola 1804)
- Fingallo e Comala (Venezia, Teatro La Fenice 1805)
- Il trionfo di Emilia (Milano, Teatro alla Scala 1805)
- Amare, e non voler essere amante ossia L'abitore del bosco (Venezia, Teatro La Fenice 1805)
- L'incognito ossia L'abitatore del bosco (rev. di Amare, e non voler essere amante) (1805)
- I cherusci (I riti cherusci; Dattalo e Amanzia) (Venezia, teatro La Fenice 1807)
- Gli antichi Cherusci (rev. of I cherusci) (1818)
- Sapersi scegliere un degno sposo ossia Amor vero, e amor interessato (L'amor vero) (Venezia, Teatro La Fenice 1807)
- Il maldicente ossia La bottega del caffè (Firenze, Teatro degli Infuocati 1807)
- Il servo padrone ossia L'amor perfetto (Bologna, Teatro Marsigli-Rossi 1808)
- La festa della rosa (Venezia, Teatro La Fenice 1808)
- Il trionfo delle belle (Corradino; Corradino cuori di ferro; Il trionfo del bel sesso; Elena e Corrado; L'odio delle donne) (Venezia, Teatro San Moisè 1809)
- Ser Marcantonio (1810) (que va servir d'inspiració per al Don Pasquale de Gaetano Donizetti)
- Odoardo e Cristina (Napoli, Teatro San Carlo 1810)
- Il trionfo dell'amore ossia Irene e Filandro (Napoli, Teatro Nuovo 1811)
- Nitteti (Torino, Teatro Regio 1811)
- Agatina o La virtù premiata (Milano, Teatro alla Sala 1814)
- Arminio ossia L'eroe germano (Arminio, ossia L'eroe cherusco) (Venezia, Teatro La Fenice 1821)
- Antigona e Lauso (Milano, Teatro alla Scala 1822)
- I cavalieri del Nodo (Napoli, Teatro San Carlo 1823)
- Il solitario ed Elodia (Napoli, Teatro San Carlo 1826)
- La donna bianca d'Avenello (Milano, Teatro della Canobbiana 1830)
- Fenella ossia La muta di Portici (Libretto di Gaetano Rossi, Venezia, Teatro La Fenice 1831)
- Ardano e Artula